# Rede Sarah
Fachada do Hospital - Unidade Belém do Pará
Hospital Sarah Kubitschek, popularmente conhecida como Rede Sarah, é uma rede de unidades hospitalares brasileiras, destinadas ao atendimento de vítimas de politraumatismos e problemas locomotores, objetivando sua reabilitação. As especialidades de atendimento são: ortopedia, pediatria do desenvolvimento, reabilitação neurológica, neurocirurgia, genética médica e cirurgia reparadora. É uma entidade de serviço social autônomo, de direito privado e sem fins lucrativos, mantida parcialmente com recursos do Governo Federal, embora sua gestão faça-se pela Associação das Pioneiras Sociais. Seu nome é uma homenagem a Sarah Kubitschek, primeira-dama do país na época da fundação de Brasília.[carece de fontes?]
Em 2015, o fundador da Rede Sarah, Aloyzio Campos da Paz Júnior, morreu aos 80 anos em decorrência de insuficiência respiratória. Em 2019, sua presidente Lúcia Willadino Braga recebeu o prêmio Distinguished Career Award por sua carreira e trabalho na Rede Sarah. A Rede Sarah de Reabilitação se tornou referência internacional, atualmente atende cerca de 1,8 milhão de pessoas em todo o país, em tratamento humanizado e estrutura.
A Rede de Hospitais é referência em gestão e administração e foi referência principal para a criação da Agência Brasileira de Museus (ABRAM). A criação da Agência foi recusada pela Câmara dos Deputados.
O primeiro hospital rede foi a unidade de Brasília, criada em 21 de abril de 1960 como um centro de reabilitação. A experiência, em seguida, foi sendo ampliada para outras capitais, estando presente também nas seguintes cidades: Brasília (Centro, 1980; e Lago Norte), São Luís (1993), Salvador (1994), Belo Horizonte (1997), Fortaleza (2001), Macapá (2005), Belém (2007), Rio de Janeiro (2009).[carece de fontes?] Em 2016, a entidade criou centros especializados para cuidar de crianças portadoras de microcefalia.